# روبينا جيلاني
روبينا جيلاني (مواليد أكتوبر 1961) هي طبيبة باكستانية متخصصة وأخصائية صحة عامة من مقاطعة خيبر باختونخوا.
تدربت كطبيب عام وعملت في سلاح الجو الباكستاني لمدة ست سنوات. 
كانت جيلاني مديرة مؤسسة فريد هولو في باكستان  منذ عام 1998، لكنها تركتها في عام 2014. كمديرة ريفية، هي تعمل في مجال الإدارة ولكنها لا تزال تعتبر نفسها «عاملة ميدانية».
تعمل المؤسسة مع وكالات الوقاية من العمى المحلي في باكستان منذ عام 1997،  مثل المعهد الباكستاني لطب العيون المجتمعي ومؤسسة خيبر للعيون. في عام 1998، قامت جيلاني بتحليل الوضع لتحديد مدى انتشار العمى في باكستان. تحدثت في اجتماع آي إم جي للمؤسسة في أكتوبر 2003 في سيدني بأستراليا حول أهمية الاستدامة ودور المؤسسة كمنظمة إنمائية. 
في عام 2006، التقت مع رئيس الوزراء الأسترالي جون هاوارد في كانبيرا مما أدى إلى قرار الحكومة الأسترالية بتمويل برنامج العين في باكستان لمدة 5 سنوات أخرى. 
في عام 2009، أعلنت الحكومة الفيدرالية الأسترالية أكثر من 5 ملايين دولار من التمويل الإضافي لبرنامج المؤسسة في باكستان والذي يعيد رؤية آلاف الأشخاص في المناطق النائية. 
في فبراير 2012، زارت جيلاني قسم طب العيون في مستشفى خيبر التعليمي وسلّمت مُعدات بقيمة 5 ملايين روبية إلى المستشفى.

## روابط خارجية
- Esta obra contiene una traducción derivada de Rubina Gillani de Wikipedia en inglés, concretamente de esta versión, publicada por sus editores bajo la Licencia de documentación libre de GNU y la Licencia Creative Commons Atribución-CompartirIgual 3.0 Unported.
- Breve biografía en ICOPH